# Friedrich Burmeister (homme politique)
Pour les articles homonymes, voir Friedrich Burmeister.
Friedrich Burmeister, né le 24 mars 1888 à Wittenberge et mort le 20 juin 1968 à Berlin-Est, est un homme politique est-allemand, membre du CDU-Est. Il est ministre des Postes et des Télécommunications.

## Biographie
Député à la Chambre du peuple, il est, de 1949 à 1963, ministre des Postes et des Télécommunications au sein du gouvernement de la République démocratique allemande.